# 鞍山日报
《鞍山日报》创刊于1947年2月7日，是中共鞍山市委机关报纸，面向鞍山市区各区县开始发行。

## 摘要
鞍山日报创刊于1947年2月7日，如今，其隶属于鞍山日报是由鞍山报业集团（鞍山日报社）。每天发行，作为地方党报，主要面向政府机关、企事业单位，现日发行量八万份。